# Saproxylobius crassicollaris
Saproxylobius crassicollaris – gatunek chrząszcza z rodziny goleńczykowatych i podrodziny Melasinae, jedyny z monotypowego rodzaju Saproxylobius.

## Taksonomia
Gatunek i rodzaj opisane zostały po raz pierwszy w 1990 roku przez Tora-Erika Leilera. Opis ukazał się w języku niemieckim na łamach „Entomologische Blätter”

## Morfologia
Chrząszcz o prawie walcowatym, wydłużonym, zwężającym się ku tyłowi ciele długości od 3 do 5 mm i szerokości od 1 do 1,5 mm. Ubarwienie ma ciemnobrązowe z rudymi czułkami, rudobrązowymi odnóżami, a także rudobrązowym podbarwieniem przedniego i tylnego brzegu przedplecza oraz nasady pokryw. Wierzch i spód ciała porastają krótkie, położone szczecinki żółtawej barwy. Niemal kulista głowa ma wypukłe czoło z pośrodkowym żeberkiem ciągnącym się od rejonu czołowo-nadustkowego po ciemię. Powierzchnia głowy jest gęsto punktowana, błyszcząca. Szerokość rejonu czołowo-nadustkowego jest większa od dwukrotności rozstawu panewek czułkowych, a jego przednia krawędź jest lekko trójpłatowa. Przysadziste żuwaczki mają gęsto punktowaną i pomarszczoną powierzchnię oraz zaopatrzone są w dwa zęby każda. Czułki samca sięgają co najmniej do ¾ długości ciała i mają silnie piłkowane człony od trzeciego do dziesiątego. Czułki samicy sięgają połowy długości ciała i mają słabsze piłkowanie. Przedplecze jest mniej więcej tak długie jak szerokie; boki ma łukowate i stopniowo zwężone ku głowie, kąty tylne ostre, a podstawę falistą z parą okrągłych dołków przedtarczkowych. Powierzchnia jego jest bardzo gęsto punktowana do ziarnistej, matowa, pośrodku wypukła. Podgięcia przedplecza pozbawione są rowków na czułki. Kształt błyszczącej tarczki jest krótki, prawie trójkątny z zaokrąglonym tylnym wierzchołkiem.  Pokrywy mają wyraźne rzędy i gęsto punktowane międzyrzędy. Odnóża środkowej i tylnej pary mają pierwszy człon stopy tak długi jak pozostałe jej człony razem wzięte. Na powierzchniach bocznych goleni środkowej i tylnej pary występują jedynie szczecinki. Pazurki są niezmodyfikowane. Episternity zatułowia mają równoległe boki. Odwłok ma ostatni z widocznych sternitów zaokrąglony.

## Ekologia i występowanie
Owad orientalny, nieczęsto spotykany. Podawany z Malezji, Tajwanu i Laosu. Zasiedla suche lasy wiecznie zielone i częściowo wiecznie zielone lasy nizinne w ekoregionach lasów deszczowych północnych Annamitów oraz górskich lasów deszczowych Luang Prabang. Larwy są saproksyliczne. 